# Рон, Моше
Моше́ Рон (ивр. משה רון‎; наст. фамилия — Зильберман; 3 марта 1925, Варшава — 16 ноября 2001, Хайфа) — один из крупнейших материаловедов Израиля, профессор Техниона. Был организатором и многолетним руководителем лаборатории водородной энергии на факультете материаловедения.

## Биография
Мойше Зильберман родился в Варшаве. С началом Второй мировой войны вместе с семьёй бежал в СССР. Во время Великой Отечественной войны проживал в Средней Азии, начал обучение в эвакуированном из Ленинграда электротехническом институте.
После окончания войны, как польский гражданин получил право на выезд из СССР.
Был интернирован английскими войсками во время попытки репатриации в подмандатную Палестину. С 1948 года проживал в Израиле.

## Научная деятельность
После окончания Еврейского университета в Иерусалиме занимался исследованием эффекта Мёссбауэра. С конца 1960-х годов был одним из ведущих учёных в области исследования гидридов металлов и интерметаллидов, их использования для хранения водорода и для автомобильного кондиционера.
Исследование применения металлогидридов в тепловых насосах проводилось совместно с компанией «Даймлер-Бенц».

## Основные труды

### Статьи
- M. Ron and Y. Josephy. Z. Phys. Chem. N. F. 147 (1966) 241.
- M. Ron. A hydrogen heat pump as a bus air conditioner. J. Less-Common Metals, 104 (1984) 259—278.
- Y. Yosephy, Y. Eisenberg, S. Peretz, A. Ben-David and M. Ron. Hydrogen and thermal yields of porous metal matrix hydride compacts of MmNi4.15Fe0.85Hx. J. Less-Common Metals 104 (1984) 297—305.
- E. Bershadsky, Y. Josephy and M. Ron. Permeability and thermal conductivity of porous metallic matrix hydride compacts. J. Less-Common Metals 153 (1989) 65—78.
- M. Ron and Y. Josephy. Z. Phys. Chem. N. F. 164 (1989) 1478.
- M. Ron, E. Bershadsky and Y. Josephy. Thermal conductivity of PMH compacts, measurements and evaluation. Int. J. Hydrogen Energy, 17 (1992) 623—630.
- E. Bershadski, A. Klyuch and M. Ron. Hydrogen absorption and desorption kinetics of TiFe0.8Ni0.2H. Int. J. Hydrogen Energy, 20 (1995) 29—33.

### Разделы книг
- U. Gonser and M. Ron. Analysis of phases and states in metallic systems via Mössbauer spectroscopy. (Chapter 6 in: Applications of Mössbauer spectroscopy, Academic Press, 2013, ISBN 9781483271071, p. 281—328
- M. Ron. Iron—Carbon and Iron—Nitrogen systems. (Chapter 7 in: Applications of Mössbauer spectroscopy, Academic Press, 2013, ISBN 9781483271071, p. 329—392

### Патенты
- M. Ron et al. Israeli Patent # 55403 (1982); U.S. Patent 4,436,539 (1982).
- M. Ron. U.S. Patent 4,507,263 1985 ; U.S. Patent 4,607,826 1986.

### Прочее
1. M. Ron and Y. Josephy. Proceed. «Intrn. Workshop on Metal Hydrides for Hydrogen Storage Purification and Thermodyn. Devices». 1988, Stuttgart, Germany.
2. M. Ron. A vehicle driven by hydrogen within a city and air conditioned. Study, submitted to Daimler-Benz, 1993.